# The Lazarus Effect
The Lazarus Effect (Brasil: Renascida do Inferno e em Portugal: O Efeito Lázaro) é um filme de terror de ficção científica produzido nos Estados Unidos, dirigido por David Gelb e escrito por Luke Dawson e Jeremy Slater  e lançado em 2015.

## Elenco

### Principal
| Ator/Atriz    | Personagem |
| ------------- | ---------- |
| Olivia Wilde  | Zoe        |
| Mark Duplass  | Frank      |
| Sarah Bolger  | Eva        |
| Evan Peters   | Clay       |
| Donald Glover | Niko       |

### Participações
| Ator/Atriz       | Personagem          |
| ---------------- | ------------------- |
| Ray Wise         | Sr. Wallace         |
| Emily Kelavos    | Zoe (criança)       |
| Amy Aquino       | Presidente Dalley   |
| James Earl       | Guarda de Segurança |
| Sean T. Krishnan | Advogado            |